# Ludolf Udo von Alvensleben

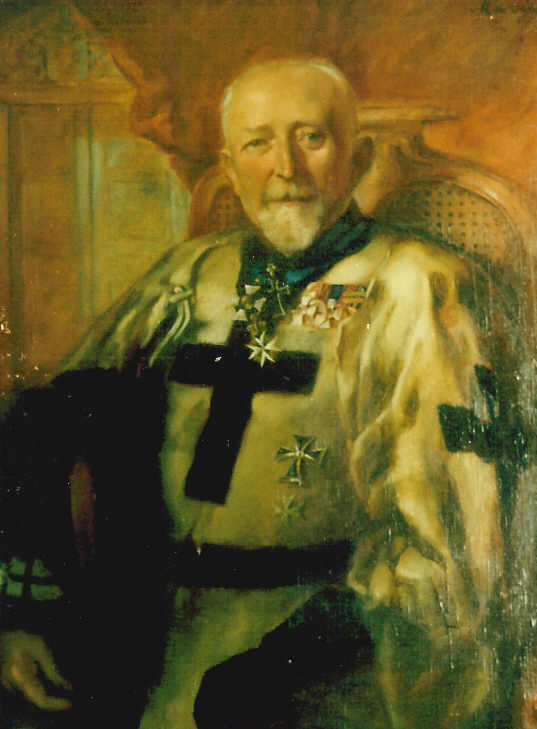
Ludolf Udo von Alvensleben

Ludolf Udo von Alvensleben (* 9. Januar 1852 auf Gut Wittenmoor, Kreis Stendal, Provinz Sachsen; † 27. Februar 1923 ebenda) war ein deutscher Gutsbesitzer, Kreisdeputierter und preußischer Politiker.

## Familie
Er entstammte der niederdeutschen Adelsfamilie von Alvensleben und war der zweite Sohn von Udo Gebhard Ferdinand von Alvensleben (1814–1879), Gutsherr auf Wittenmoor und Erxleben II, und dessen zweiter Frau Ehrengard von Kröcher (1821–1895) aus Vinzelberg. Sein älterer Bruder war Graf Albrecht von Alvensleben-Schönborn (1840–1928). Sein Onkel, Bruder seiner Mutter, war der preußische Geheime Oberregierungsrat August Henning von Kröcher (1817–1887).
Alvensleben heiratete am 7. August 1890 in Berlin Ida von Glasenapp (* 9. November 1866 auf Gut Buchwald; † 13. Februar 1924 in Stendal), die Tochter des Gutsbesitzers und Kreisdeputierten Reinhold von Glasenapp (1814–1887), Gutsherr auf Klotzen (Landkreis Neustettin, Hinterpommern), Storkow (Teile A und B), Buchwald und Dallenthin, und der Ida Freiin Senfft von Pilsach (1826–1891), der Tochter des Ernst Freiherr Senfft von Pilsach. Sie hatten zusammen vier Söhne. Diese waren der Kunsthistoriker Udo von Alvensleben (1897–1962), Busso von Alvensleben (1898–1918), Ludolf Jakob von Alvensleben (1899–1953) und Wichard von Alvensleben (1902–1982). Sein Enkel ist der Botschafter a. D. Busso von Alvensleben (* 1949).

## Leben
Nach Besuch des Gymnasiums in Wernigerode und bis 1870 dann zwei Jahre der Ritterakademie in Dom Brandenburg meldete er sich kurz vor der Reifeprüfung bei Kriegsausbruch 1870 als Kriegsfreiwilliger, wurde auf einer Patrouille bei Weißenburg verwundet und nahm nach seiner Genesung an der Belagerung von Paris teil. Nach dem Kriege blieb er zunächst im Heeresdienst und schied 1880 als Rittmeister aus, um die Bewirtschaftung des väterlichen Gutes Wittenmoor zu übernehmen. 1886 erbte er von seinem Onkel August Henning von Kröcher dessen Forstrevier Sichau-Tarnefitz. 1908 erbte er das Gut Plutowo, Kreis Kulm in Westpreußen, das ebenfalls zuvor seinem Onkel gehört hatte.
Alvensleben übernahm zahlreiche Ehrenämter, war Kreisdeputierter, Mitglied der Provinzialsynode und des Bezirksausschusses. 1911 wählte ihn die Familie zum Mitglied des Preußischen Herrenhauses. 1912 wurde er zum königlich preußischen Kammerherrn ernannt. Weiterhin engagierte er sich bereits seit 1884 und folgend 1894 als Rechtsritter des Johanniterordens sowie als Kapitellritter und Kommandeur der Ballei Utrecht des Deutschen Ordens. Unter seinem Kirchenpatronat wurde die Kirche in Wittenmoor neu gebaut. Wittenmoor und stufenweise die anderen Güter gab er schon zu Lebzeiten in die Hände der Nachfahren.